# Marans (pollo)
La Marans è una razza di pollo originaria della Francia che prende il nome dall'omonima città nel dipartimento di Charente Marittima. La razza è famosa in tutto il mondo per il fatto di deporre delle uova marroni cioccolato scuro, dote che le ha permesso di essere soprannominata Poule aux œufs d'or (in francese, "Gallina dalle uova d'oro").
La Marans è un pollo medio, robusto e dal portamento elegante, dotato di cresta semplice abbastanza sviluppata e di zampe leggermente impiumate. Presenta numerose varietà di colore, tra cui le più famose sono la Nera ramata e la Nera argentata. Allevata principalmente per le esposizioni avicole, la Marans conserva doti di una razza a duplice attitudine, ovvero buona produttrice sia di uova che di carne. Esiste anche la Marans Nana, che a parte la taglia ridotta, conserva le caratteristiche dell'originale. Nel Regno Unito è stata selezionata una linea diversa di Marans con tarsi nudi.

## Origini e storia

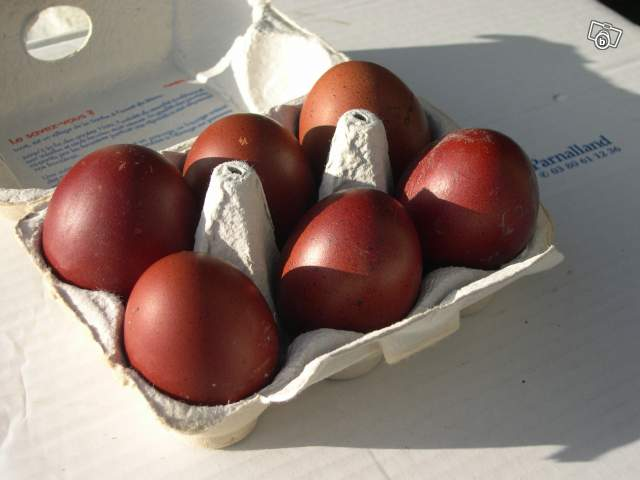
La deposizione di uova extra-rosse ha reso la Marans una razza unica e celebre in tutto il mondo.

La razza è stata selezionata nel XIX secolo nei pressi della cittadina di Marans, la quale si trovava vicino al porto di La Rochelle, dove arrivavano polli combattenti grazie ai marinai inglesi, i quali erano soliti divertirsi durante i viaggi assistendo a gare di combattimento tra galli. Alla base della selezione della razza ci sono quindi incroci tra polli locali e polli combattenti. Poco più a sud di La Rochelle abitava l'avicoltore Louis Rouillé, che si appassionò alla razza cinese Langshan non appena fu introdotta in Francia. La Langshan contribuì fortemente alla selezione della Marans, alla quale diede la qualità della carne e il colore scuro delle uova.
Nel 1914, alla Mostra Nazionale di La Rochelle, viene presentata per la prima volta la razza, e successivamente Madame Rousseau si interessò alla sua selezione, sia per migliorare il colore delle uova che per migliorare l'aspetto. Paul Waroquiez iniziò ad interessarsi molto alla razza e le dedicò alcuni articoli, finché nel 1929 non venne creato, su suo consiglio, il Club Francese della Marans, e nel 1931 venne stilato il primo Standard di Razza, che in principio fu chiamata Marandaise. Nella prima metà degli anni 1930 la Marans si espanse in tutta la Francia fino ad arrivare in Inghilterra, ma durante la seconda guerra mondiale, come accadde per altre razze, subì un forte declino. Nel 1950 fu avviato un progetto di ricostituzione della razza, ma per molti decenni la razza stentò a decollare, e molte delle colorazioni create divennero rarissime.
Negli anni 1990 la Marans tornò ad ottenere l'interesse di molti allevatori, i quali mirarono a una selezione accurata. Nel 2000 il Club della Marans, rinvigorito più che mai, contava più di 400 membri. A questo punto la razza inizia ad essere una presenza fissa e numerosa presso le mostre avicole, ed attira l'attenzione di allevatori provenienti da tutta Europa.
Lo scrittore britannico Ian Fleming, creatore dei romanzi su James Bond, ha contribuito alla popolarità della razza facendo diventare le uova di Marans le preferite dell'Agente 007, amante dell'uovo sodo e alla coque. Fleming menziona la Marans per la prima volta nel romanzo Dalla Russia con amore.

## Caratteristiche morfologiche
Si tratta di un pollo vigoroso e robusto, medio-pesante ma non greve. Il portamento non è appesantito ma slanciato ed alto sui tarsi. Il tronco della Marans è riconducibile alla forma di un rettangolo, con dorso leggermente inclinato e lungo.. 

### Standard
- Testa: allungata e di media grandezza.
- Cresta: Semplice, dritta in entrambi i sessi e di media grandezza. Denti ben delineati e lobo distaccato dalla nuca. Nella gallina la parte posteriore può essere leggermente inclinata, soprattutto durante la stagione della riproduzione.
- Faccia: rossa e liscia.
- Occhi: grandi e vispi, di colore rosso-arancio.
- Becco: forte e ricurvo, di colore corneo.
- Orecchioni: rossi e a mandorla.
- Bargigli: rossi e di media grandezza.
- Collo: lungo e forte; dotato di mantellina abbondante.
- Petto: forte e largo.
- Spalle: larghe.
- Dorso: lungo e inclinato.
- Addome: ben sviluppato.
- Ali: corte e aderenti al corpo.
- Coda: Corta e portata, in entrambi i sessi, con un angolo non superiore ai 45º.
- Zampe: tarsi di media lunghezza, bianco rosati nelle varietà chiare e grigi in quelle scure. Unghie bianche o color corno. Le zampe sono leggermente impiumate esternamente fino alle dita.
- Diametro anello: gallo 22 mm, gallina 20 mm.
- Uovo: 70-80 gr, color cioccolato.

### Difetti gravi
Orecchioni macchiati di bianco. Mancanza di taglia. Corpo troppo orizzontale. Tarsi non impiumati. Portamento troppo slanciato. Uovo di altro colore.

## Colorazioni
La Marans ha molte colorazioni, derivanti probabilmente dai primi incroci con i polli combattenti, i quali erano presenti in una vasta varietà di colori.
La colorazione più diffusa è la Nera Ramata, allevata da oltre l'80% dei membri del Club francese. È la colorazione che solitamente depone le uova più scure nella maggior parte dei casi. La Nera Argentata è simile alla precedente, sostituendo laddove c'era il color ramato con l'argento. È meno comune ma produce anch'essa uova molto scure.
Sono presenti colorazioni Sparviero, Sparviero Argentata e Sparviero Dorata, quest'ultima particolarmente rara rispetto alle altre colorazioni.
La colorazione Frumento deriva direttamente dalle razze combattenti che hanno contribuito alla creazione della Marans, sebbene non fosse presente nella prima stesure dello Standard.
Le varietà Blu Ramata e Blu Argentata sono varianti delle Nere, ma sono molto più rare, nonostante siano produttrici di uova rosso scure. Sembra che esistessero fin dai primi incroci. In Italia non sono ancora riconosciute.
La Bianca ha vissuto un buon periodo negli anni 1960 come pollo "semi-industriale", per poi scomparire. Negli anni '90 è stata ricostruita ed oggi è ben presente.
La Nera fu inserita nello Standard nel 1949, ma oggi è molto rara. Spesso è confusa con soggetti difettosi di Nera Ramata, resi neri dall'eccesso di pigmentazione. Ma in realtà si tratta di colorazioni geneticamente diverse, che non vanno accoppiate tra loro.
La Bianco Columbia è estremamente rara, così come la Fulva a coda nera.
Altre colorazioni come la Salmone-dorata e la Salmone-argentata non sono ancora riconosciute dalla Federazione francese.

## Galleria d'immagini

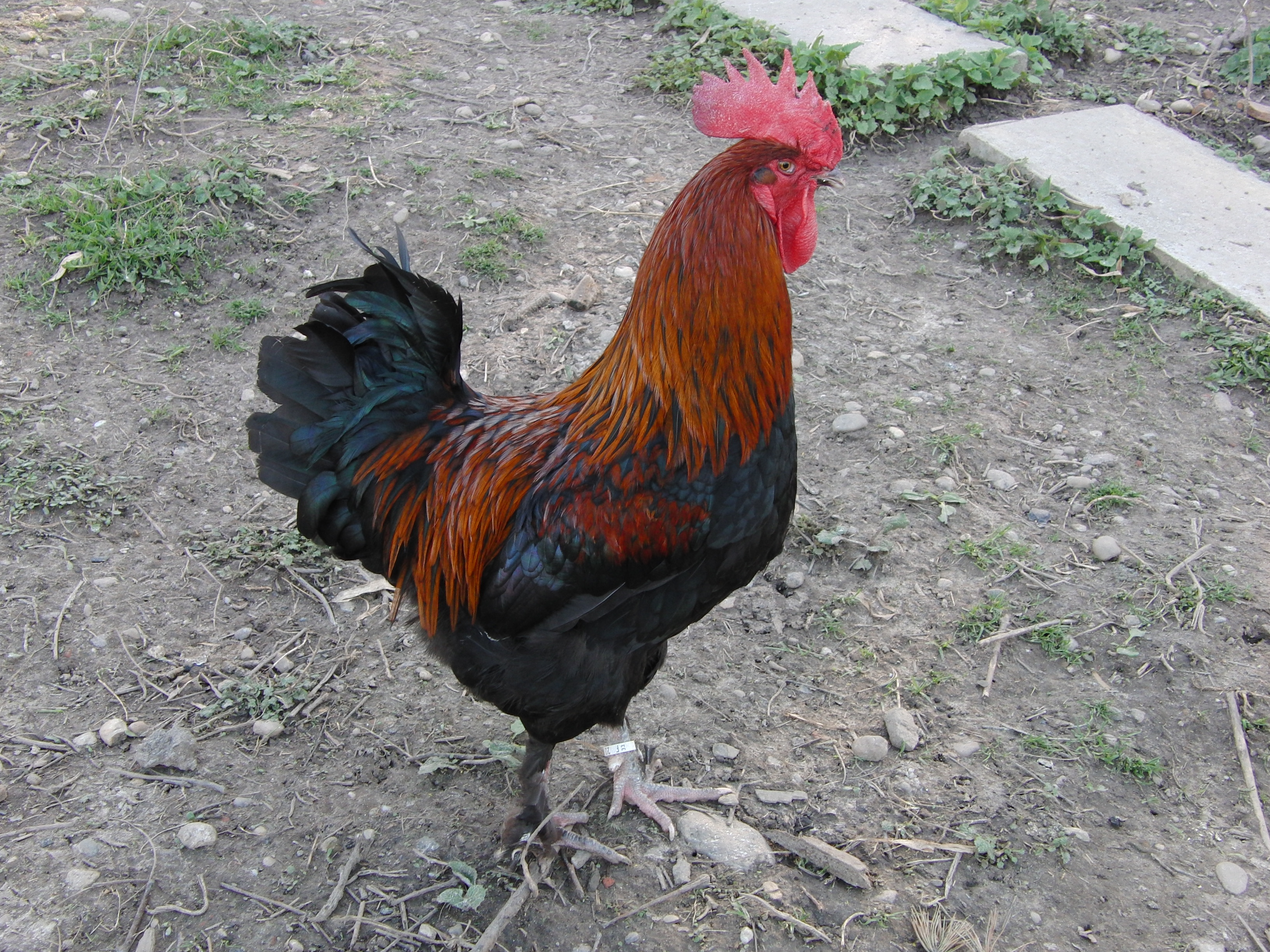
Gallo Nero Ramato
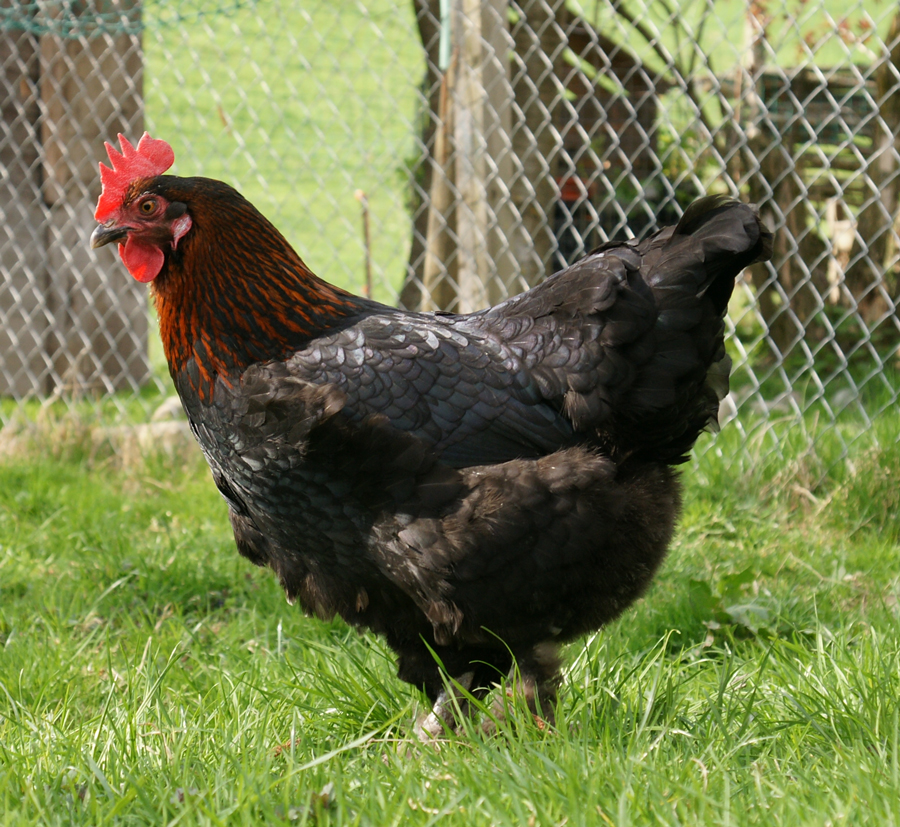
Gallina Nera Ramata
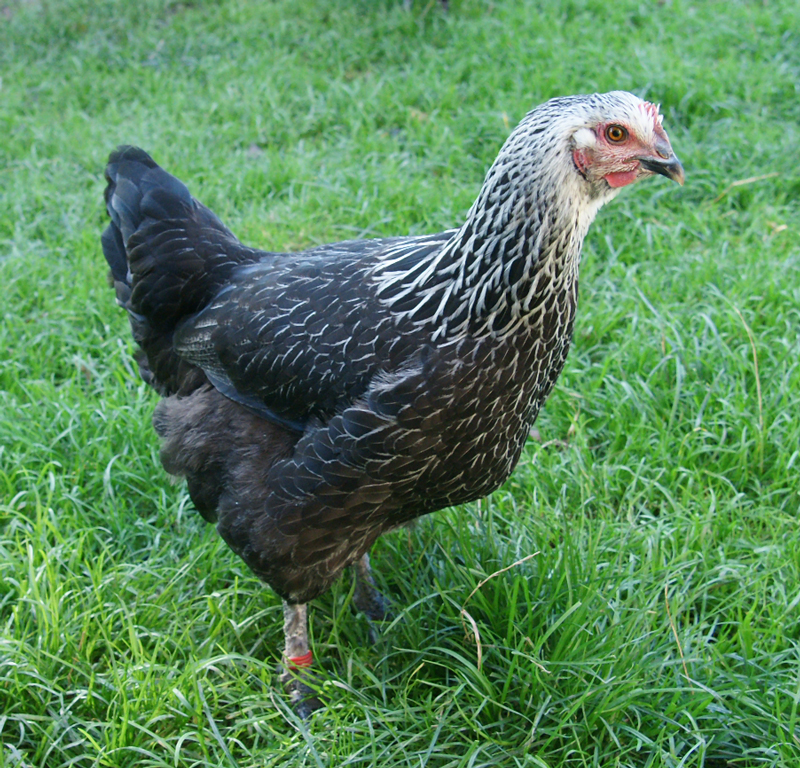
Pollastra Nera Argentata
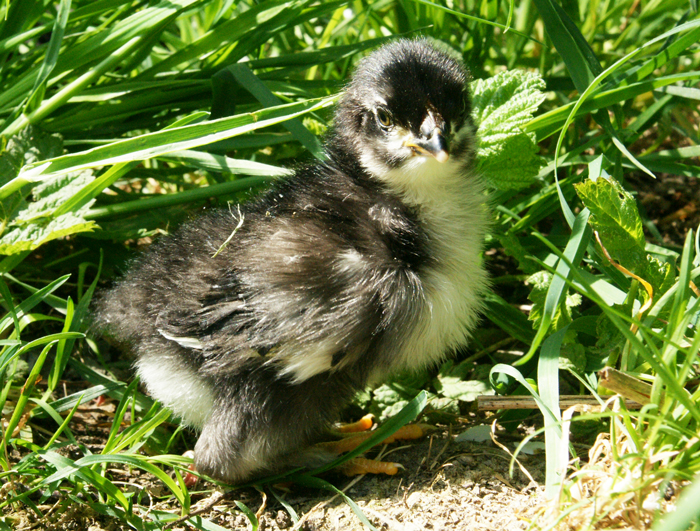
Pulcino
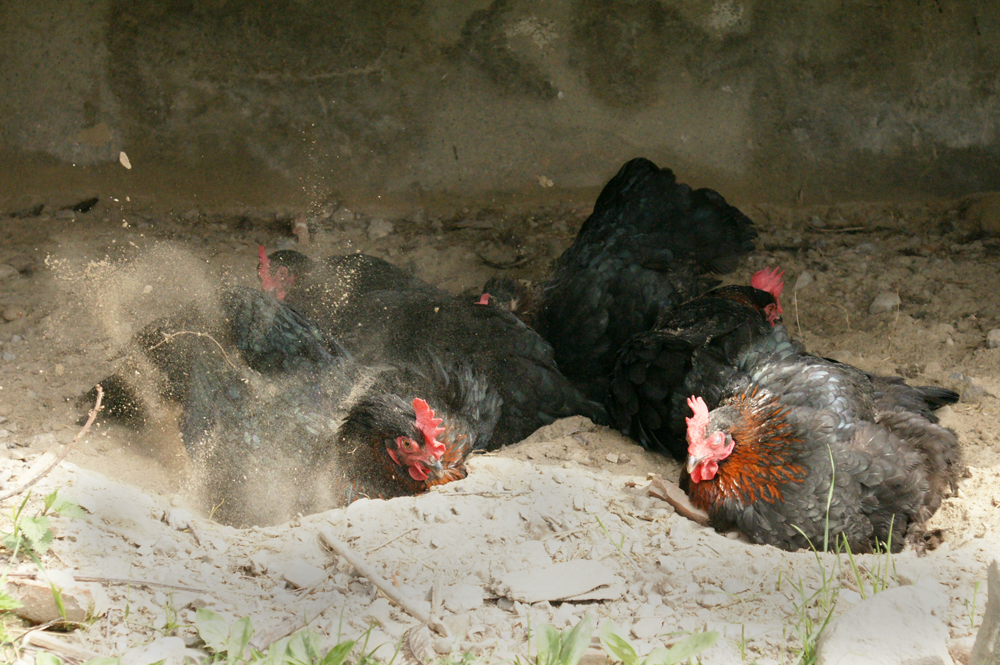
Galline Nere Ramate durante un bagno di sabbia